# Josep Torrent Badia
Josep Torrent Badia (L'Eliana, 1953 - 2016) fou un periodista valencià, delegat al País Valencià del diari espanyol El País.
Abans de treballar a El País, Torrent va exercir al setmanari d'oci Qué y Dónde, des d'on passà a Diario de Valencia i Noticias al Día. Després s'incorporà a Levante-EMV, on treballà a la secció de política amb el càrrec de subdirector. De 1997 a 2014 dirigí la delegació valenciana del periòdic El País, d'on fou acomiadat poc abans del tancament de la delegació arran dels problemes econòmics de l'empresa.
Josep Torrent fou regidor durant la primera legislatura de la democràcia (1979-1983) a l'ajuntament del seu municipi, l'Eliana (Camp de Túria), sota les sigles del PSPV-PSOE.